# Fredag den 13. - Del IV: Sidste kapitel
Fredag den 13. – Del IV: Sidste kapitel er en amerikansk film fra 1984, og det fjerde kapitel i Fredag den 13. filmserien. Filmen var oprindeligt ment til at skulle være den sidste i rækken (deraf navnet), men Paramount Pictures ombestemte sig og lavede yderligere 4 film. 

## Handling
Optællingen af døde fortsætter i denne livlige, fjerde – men ikke sidste – fortælling i successerien Fredag d. 13. Jason, Crystal Lakes mindst populære indbygger, vender tilbage for at anrette yderligere skade i Fredag d. 13. – Del IV: Sidste kapitel. Efter at være blevet til live på hospitalets lighus retter morderen i ishockeymasken sin hævngerrige opmærksomhed mod Jarvis-familien og en gruppe hidtil sorgløse teenagere. Den unge Tommy Jarvis er en stor fan af skrækfilm og har et særligt talent for masker og makeup. Har den djævelske Jason langt om længe mødt sin ligemand?

## Medvirkende
- Ted White som Jason Voorhees
- Corey Feldman som Tommy Jarvis
- Kimberly Beck som Trisha 'Trish' Jarvis
- Crispin Glover som Jimmy
- Erich Anderson som Rob Dier
- Joan Freeman som Mrs. Jarvis
- Barbara Howard som Sara
- Lawrence Monoson som Ted

## Eksterne Henvisninger
- Fredag den 13. - Del IV: Sidste kapitel på Internet Movie Database (engelsk)
- Fredag den 13. - Del IV: Sidste kapitel på Filmdatabasen
- Fredag den 13. - Del IV: Sidste kapitel på Scope
- Fredag den 13. - Del IV: Sidste kapitel i Svensk Filmdatabas (svensk)
- Fredag den 13. - Del IV: Sidste kapitel på AlloCiné (fransk)
- Fredag den 13. - Del IV: Sidste kapitel på MovieMeter (nederlandsk)
- Fredag den 13. - Del IV: Sidste kapitel på AllMovie (engelsk)
- Fredag den 13. - Del IV: Sidste kapitel hos American Film Institute (engelsk)
- Fredag den 13. - Del IV: Sidste kapitel på Turner Classic Movies (engelsk)
- Fredag den 13. - Del IV: Sidste kapitel på The Movie Database (engelsk)

| Portal | Portal:Film |

| Gyserfilm | Spire Denne gyserfilm-artikel er en spire som bør udbygges. Du er velkommen til at hjælpe Wikipedia ved at udvide den. |